# Terpna subnubigosa
Terpna subnubigosa là một loài bướm đêm trong họ Geometridae.